# Leó Szilárd
Leó Szilárd (tiếng Hungary: Szilárd Leó 11 tháng 2 năm 1898 – 30 tháng 5 năm 1964) là một nhà vật lý, nhà phát minh người Mỹ gốc Hungary. Ông đề xuất phản ứng hạt nhân dây chuyền năm 1933, đăng ký phát minh ý tưởng về lò phản ứng hạt nhân với Enrico Fermi, và cuối năm 1939 viết một bức thư mà Albert Einstein ki tên đã dẫn tới Dự án Manhattan chế tạo quả bom nguyên tử đầu tiên, tuy nhiên sau này ông trở thành người tích cực vận động không sử dụng vũ khí hạt nhân. Ông cũng là người đầu tiên trình bày ý tưởng về kính hiển vi điện tử, máy gia tốc tuyến tính và cyclotron. Szilárd không tự mình xây dựng tất cả các thiết bị trên, và cũng không công bố ý tưởng của mình trên các tạp chí khoa học, cho nên công trạng đối với những phát minh này thường rơi vào tay người khác. Do đó, Szilárd chưa từng nhận được giải Nobel, nhưng người khác nhận được giải dựa trên hai phát minh của ông.